# Esparassodonts
Els esparassodonts (Sparassodonta) són un ordre extint de marsupials carnívors endèmics de Sud-amèrica. Alguns d'aquests depredadors marsupials s'assemblen molt als depredadors placentaris que evolucionaren independentment en altres continents i se'ls sol citar com a exemple d'evolució convergent.
Florentino Ameghino fou el primer a descriure'ls, a partir de fòssils trobats als jaciments de Santa Cruz a la Patagònia. Alguns gèneres són Borhyaena, Thylacosmilus, Prothylacynus, Cladosictis, Amphiproviverra i Australogale.